# Deir Sharaf
Deir Sharaf (àrab: دير شرف, Dayr Xaraf) és un vila palestina de la governació de Nablus, a Cisjordània, al nord de la vall del Jordà, 9 kilòmetres al nord-oest de Nablus. Segons l'Oficina Central Palestina d'Estadístiques tenia 2.759 habitants en 2007.
El 3 de juliol de 2014 les autoritats israelianes van confirmar que confiscarien 16 dunams de terra vora la vila en el que anomenaren «finalitats militars».